# 이재은 (아나운서)
이재은(李在恩, 1988년 3월 13일 ~ )은 대한민국의 아나운서이다. 2011년 TV조선에 기자로 입사하였으나 3개월 만에 퇴사하고 2012년 MBC에 아나운서로 입사하였다. 2018년 7월부터 2024년 5월까지 MBC 뉴스데스크 평일 앵커로 활동하였다. 본관은 전주이며 전라북도 전주 출생이다.

## 학력
- 2004년 ~ 2008년 : 전주솔내고등학교 졸업 [고등학교 2학년 때 1년간 유학]
- 2008년 ~ 2013년 : 이화여자대학교 언론정보학과, 방송영상학과 졸업

## 경력
- 2012년 1월 ~ 현재 MBC 아나운서
- 2018 평창동계올림픽 홍보대사
- 2018년 제23회 평창동계올림픽 MBC 캐스터
- 2022년 7월 ~ 현재 MBC 아나운서국 차장

### 수상
- 2017년 MBC 방송연예대상 MC상 《섹션TV 연예통신》 / 시사교양부문 아나운서상 《생방송 오늘 저녁》

### 저서
- 2021년 하루를 48시간으로 사는 마법
- 2023년 다정한 말이 똑똑한 말을 이깁니다

## 진행 텔레비전 프로그램
| 연도                    | 방송사 | 제목               | 담당      | 비고                     |
| ----------------------- | ------ | ------------------ | --------- | ------------------------ |
| 2020.4.15               | MBC    | 우리말 나들이      | 출연      | 총선 특집으로 단역 출연. |
| 2012.11 ~ 2014.01       | MBC    | 경제매거진 M       | 출연      | 돈버는 M                 |
| 2012.09 ~ 2013.02       | MBC    | MBC 뉴스투데이     | 출연      | 와글와글 인터넷          |
| 2012.09 ~ 2013.04       | MBC    | MBC 뉴스투데이     | 출연      | 이시각 세계              |
| 2013.02 ~ 2013.03       | MBC    | MBC 뉴스투데이     | 출연      | 밤사이 세계는            |
| -                       | MBC    | 아름다운 콘서트    | 진행      |                          |
| 2012                    | MBC    | MBC 스포츠 뉴스    | 진행      | 평일                     |
| 2013.03 ~ 2017.05       | MBC    | MBC 스포츠 뉴스    | 진행      | 주말                     |
| 2013.03 ~ 2014.11       | MBC    | 스포츠 다이어리    | 진행      |                          |
| 2013.03 ~ 2013.04       | MBC    | 공감 특별한 세상   | 진행      |                          |
| 2013 ~ 2017.08          | MBC    | 스포츠 매거진      | 진행      |                          |
| 2017.11 ~ 2018.06       | MBC    | 스포츠 매거진      | 진행      |                          |
| 2015.04 ~ 2016.03       | MBC    | 섹션 TV 연예통신   | 출연      |                          |
| 2017.05 ~ 2018.07       | MBC    | 섹션 TV 연예통신   | 진행      |                          |
| 2016.01 ~ 2017.12       | MBC    | 생방송 오늘 저녁   | 진행      |                          |
| 2018.01 ~ 2018.07       | MBC    | 생방송 오늘아침    | 진행      |                          |
| 2018.05                 | MBC    | 실화탐사대         | 진행      |                          |
| 2016.04 ~ 2016.10       | MBC    | MLB LIVE 2016      | 진행      |                          |
| 2017.04 ~ 2017.08       | MBC    | 토요 MLB LIVE      | 진행      |                          |
| 2018.06 ~               | MBC    | NEXT 영상 안내멘트 |           |                          |
| 2018.07 ~ 2024.05       | MBC    | MBC 뉴스데스크     | 진행      | 평일                     |
| 2025.01.18 ~ 2025.01.19 | MBC    | MBC 뉴스데스크     | 임시 진행 | 주말                     |
| 2025.08.16 ~ 2025.08.17 | MBC    | MBC 뉴스데스크     | 임시 진행 | 주말                     |

## 진행 라디오 프로그램
| 연도              | 방송사     | 제목                          | 담당 | 비고                                         |
| ----------------- | ---------- | ----------------------------- | ---- | -------------------------------------------- |
| 2014.11 ~ 2018.02 | MBC FM4U   | 세상을 여는 아침 이재은입니다 | 진행 | MBC 뉴스데스크 평일 여성 앵커 발탁으로 하차. |
| 2025.03 ~         | MBC 표준FM | 이재은의 아이러브 스포츠      | 진행 |                                              |